# Ranim Saidi
Ranim Saidi (ur. 2004) – tunezyjska zapaśniczka walcząca w stylu wolnym. Brązowa medalistka mistrzostw Afryki w 2022. Druga na mistrzostwach Afryki juniorów w 2022 roku.